# Grace Maina
Pour les articles homonymes, voir Maina (homonymie).
Grace Wamuranga Maina, née le 4 février 1990, est une kayakiste kényane pratiquant le slalom.

## Carrière
Grace Wamuranga Maina est médaillé d'argent en K1 aux Championnats d'Afrique de slalom 2008 à Sagana.
Elle est médaillée de bronze en K1 aux Championnats d'Afrique de slalom 2012 à Bethlehem, aux Championnats d'Afrique de slalom 2013 à Sagana et aux Championnats d'Afrique de slalom 2015 à Sagana. 
Elle est également médaillée d'argent en K1 aux Championnats d'Afrique de descente de canoë-kayak 2015 à Sagana.